# 38°5 quai des Orfèvres
Pour les articles homonymes, voir Quai des Orfèvres (homonymie).
Pour plus de détails, voir Fiche technique et Distribution.
38°5 quai des Orfèvres  est un film français réalisé par Benjamin Lehrer et sorti en 2023.
Présenté au festival international du film de comédie de l'Alpe d'Huez 2023, où il remporte le grand prix, le film est un échec public (80.000 entrées).

## Synopsis
À Paris, le 36, quai des Orfèvres est en état d'alerte : un tueur en série fait régner la panique. Surnommé « le Ver(s) solitaire », il laisse sur les corps de ses victimes des poèmes en alexandrin qui sont en réalité des petits extraits de comptines pour enfants. L'enquête est confiée à la jeune et motivée Clarisse Sterling. Elle va cependant devoir collaborer avec le célèbre commissaire Frank Keller et composer avec des policiers pas toujours efficaces.

## Fiche technique
Sauf indication contraire, les informations mentionnées dans cette section peuvent être confirmées par les bases de données cinématographiques IMDb et Allociné,  présentes dans la section « Liens externes ».
- Titre original : 38°5 quai des Orfèvres
- Réalisation : et scénario : Benjamin Lehrer
- Musique : Julien Auclair
- Décors : Christophe Thiollier
- Costumes : Erick Plaza Cochet
- Photographie : Matthieu-David Cournot
- Montage : Jean-Christophe Bouzy
- Directeur de production : Stéphane Guéniche
- Production : Alexandre Ange, Jérôme Anger, Clémentine Dabadie et Hervé Fihey
- Sociétés de production : Carré Long Productions et Chabraque Productions ; coproduit par TF1 Films Production et DB Production ; avec la participation de Canal+, Ciné+ et TF1 ; avec le soutien de la Région Île-de-France
- Société de distribution : KMBO (France)
- Budget : 2,7 millions d'euros
- Pays de production :  France
- Langue originale : français
- Format : couleur
- Genre : comédie policière
- Durée : 84 minutes
- Dates de sortie[3] :
  - France : 21 janvier 2023 (festival de l'Alpe d'Huez) ; 21 juin 2023 (sortie nationale)

## Distribution
- Didier Bourdon : le commissaire Frank Keller
- Caroline Anglade : le lieutenant Clarisse Sterling
- Yann Papin : le lieutenant Bénard
- Pascal Demolon : Pr Morvick
- Artus : Philippe Etcheverest, le chef MOF légiste
- Frédérique Bel : Laura Martin
- Carine Ribert : Mélanie, l'analyste informatique
- Thierry Desroses : Jean-Paul Chambon, directeur du 36, quai des Orfèvres
- Vincent Deniard : Carlo Lequerec, dit « le berger à couettes »
- Vincent Scalera : Kevin Flagrant, dit « le vers solitaire »
- Philippe du Janerand : Dr Terzieff
- Jérôme Anger : le procureur
- Stéphane Bern : le prisonnier « bien mis »
- Marion Creusvaux : la victime en lapin rose
- Julien Pestel : la victime en cerf
- Benoît Michaud : le présentateur du journal télévisé
- Nicolas Lumbreras : l'OPJ réceptionniste du 36
- Yuming Hey : le créateur de mode victime
- Vivien Gottwald : Capitaine de police au commissariat

## Production
Pour son premier long métrage, Benjamin Lehrer déclare s'être notamment inspiré des films du trio américain ZAZ ou encore de La Cité de la peur (1994) des Nuls
Le film parodie principalement le concept du Silence des agneaux, mettant en scène une jeune enquêtrice tentant de coincer un tueur en série en étant aidé par un psychopathe interné.
Le tournage a lieu de mars à avril 2022 en Île-de-France.

## Distinctions
- Festival international du film de comédie de l'Alpe d'Huez 2023 : grand prix[6]

## Autour du film
Le nom du personnage féminin principal, Clarisse Sterling, interprétée par Caroline Anglade, est une référence à Clarice Starling, agent du FBI dans le roman Le Silence des agneaux et incarnée par Jodie Foster dans l'adaptation cinématographique sortie en 1991, que parodie en partie le scénario.
Le personnage de Didier Bourdon appelé le commissaire Franck Keller est une référence à la série éponyme où le personnage de Claude Brasseur était un commissaire de police.
Le titre de travail était 37°2 Quai des Orfèvres[réf. nécessaire].